# Jašovići
Jašovići este un sat din comuna Berane, Muntenegru. Conform datelor de la recensământul din 2003, localitatea are 33 de locuitori (la recensământul din 1991 erau 52 de locuitori).

## Demografie
În satul Jašovići locuiesc 26 de persoane adulte, iar vârsta medie a populației este de 42,2 de ani (42,0 la bărbați și 42,4 la femei). În localitate sunt 9 gospodării, iar numărul mediu de membri în gospodărie este de 3,67.
Această localitate este populată majoritar de sârbi (conform recensământului din 2003).
|  |

| Demografie | Demografie | Demografie |
| An         | Locuitori  | Locuitori  |
| ---------- | ---------- | ---------- |
|            |            |            |
|            |            |            |
|            |            |            |
|            |            |            |
| 1948       | 165        |            |
| 1953       | 165        |            |
| 1961       | 173        |            |
| 1971       | 127        |            |
| 1981       | 90         |            |
| 1991       | 52         | 52         |
| 2003       | 33         | 33         |

| \| Componența etnică conform recensământului din 2003[2] \| Componența etnică conform recensământului din 2003[2] \| Componența etnică conform recensământului din 2003[2] \| Componența etnică conform recensământului din 2003[2] \| Componența etnică conform recensământului din 2003[2] \| \| ----------------------------------------------------- \| ----------------------------------------------------- \| ----------------------------------------------------- \| ----------------------------------------------------- \| ----------------------------------------------------- \| \| \| \| \| \| \| \| Sârbi \| Sârbi \| \| 30 \| 90,9% \| \| necunoscută \| necunoscută \| \| 0 \| 0% \| |             |  |    |       |
| Componența etnică conform recensământului din 2003 |             |  |    |       |
| |             |  |    |       |
| Sârbi | Sârbi       |  | 30 | 90,9% |
| necunoscută | necunoscută |  | 0  | 0%    |